# レソス (エウリピデス)
『レソス』（レーソス、希: Ῥῆσος, Rhēsos、羅: Rhesus）は、古代ギリシアのエウリピデスによるギリシア悲劇の1つ。
トロイア戦争10年目の一場面を描いたものであり、内容は『イーリアス』第10巻「ドローネイア」に相当する。
作成年も真偽も定まっていない。

## 日本語訳
- 『ギリシア悲劇全集 第3巻 エウリピデス篇Ⅰ』 中村善也訳、人文書院、1960年
- 『世界古典文学全集9　エウリピデス』 柳沼重剛訳、筑摩書房、1965年
  - 新版『ギリシア悲劇Ⅳ エウリピデス（下）』 ちくま文庫、1986年
- 『ギリシア悲劇全集9　エウリーピデースⅤ』 「レーソス」片山英男訳、岩波書店、1992年
- 『エウリピデス 悲劇全集 5』 丹下和彦訳、京都大学学術出版会〈西洋古典叢書〉、2016年
- 『希臘悲壯劇 エウリーピデース 上』 田中秀央・内山敬二郎訳、世界文學社、1949年
- 『ギリシャ悲劇全集Ⅲ エウリーピデース編〔Ⅰ〕』 内山敬二郎訳、鼎出版会、1977年